# Коронавірусна хвороба 2019 на Піткерні
Епідемія коронавірусної хвороби 2019 на Піткерні — це поширення пандемії коронавірусної хвороби 2019 на територію острова Піткерн. Перший випадок хвороби на острові зареєстровано 16 липня 2022 року.

## Передумови
Острови Піткерн — віддалена група островів у Тихому океані, що складається з островів Піткерн, Гендерсон, Дюсі, Сенді та Оено. Вони є останньою заморською територією Великої Британії в Тихому океані. На островах проживає близько 50 осіб.

## Хронологія

### 2020 рік
Для запобігання можливому поширенню коронавірусної хвороби уряд островів Піткерн закрив кордони території. Унаслідок цього в середині березня 2020 року були призупинені всі пасажирські перевезення на територію островів.

### 2021 рік
Усе населення Піткерну було вакциновано у травні 2021 року вакциною, яку привезли кораблем із Нової Зеландії. Станом на 28 лютого 2022 року було введено 106 доз вакцини.

### 2022 рік
У березні 2022 року Піткерн знову відкрив свій кордон для міжнародного транспортного сполучення. 5 липня 2022 року відновлено регулярне судноплавство з Французькою Полінезією.
16 липня 2022 року Піткерн повідомив про свій перший випадок коронавірусної хвороби.
20 липня на Піткерні виявлено ще 3 випадки хвороби, загальну кількість випадків хвороби зросла до 4.